# Devitch
Devitch (en macédonien Девич) est un village de l'ouest de la Macédoine du Nord, situé dans la municipalité de Makedonski Brod. Le village comptait 86 habitants en 2002. Le village est connu pour son château fort, dont il reste une tour, et pour la grotte de Pechna.

## Démographie
Lors du recensement de 2002, le village comptait :
- Macédoniens : 86